# Astroloma foliosum
Astroloma foliosum är en ljungväxtart som beskrevs av Otto Wilhelm Sonder. Astroloma foliosum ingår i släktet Astroloma och familjen ljungväxter. Inga underarter finns listade i Catalogue of Life.